# Valerio Attanasio
Valerio Attanasio (né le 15 avril 1978 à Rome) est un réalisateur et scénariste italien de cinéma.

## Filmographie partielle

### Comme réalisateur
- 2018 : Il tuttofare (it)

### Comme scénariste
- 2011 : Gianni et les Femmes (Gianni e le donne) de Gianni Di Gregorio
- 2014 : J'arrête quand je veux (Smetto quando voglio) de Sydney Sibilia
- 2018 : Il tuttofare (it)